# Annone (ravitaillement)
Pour les articles homonymes, voir Annone.
L'annone (en latin, annona, d'annus, « année ») désigne, dans la Rome antique, l'approvisionnement en grains de la ville de Rome, ainsi que le service public chargé de gérer cet approvisionnement et de distribuer le blé. Le préfet de l'annone est le haut fonctionnaire chargé de ce service. Le terme peut également désigner, de manière plus marginale, un impôt en nature versé par les provinciaux pour contribuer à l'approvisionnement de la cité ou à l'entretien de l'armée.

## Histoire du système
Dans les premiers siècles de la République romaine, les céréales produites dans les régions voisines de Rome suffisaient aux besoins de l'Urbs. Avec le processus d'urbanisation, l'approvisionnement en céréales de la population urbaine est devenu plus compliqué et a nécessité l'intervention de l'État, avec des distributions gratuites ou à bas prix de céréales. 
Auguste réforma plusieurs fois l'annone qu'il confia finalement à un praefectus annonae de l'ordre équestre, qui résidait dans la statio annonae près du Forum Boarium.
Lorsqu'en 330 après J.-C. la capitale est transférée à Constantinople, sont créés un praefectus annonae Alexandriae, pour l'approvisionnement de Constantinople, et un praefectus annonae Africae pour celui de Rome. 
Le terme désignait également les rations de grains ou de farine distribuées aux soldats. L'annona militaris désigne l'ensemble des contributions en nature que les provinces fournissaient pour l'entretien des soldats et des fonctionnaires impériaux. 
Les besoins sous-jacents à l'« annone » réapparaissent au Moyen Âge et à l'époque moderne, sous diverses mesures comme en 1300 les monti frumentari établis par Boniface VIII et à partir du XVIe siècle la loi du Maximum en France, alors que le pays se trouvait dans une situation économique inquiétante.